# Musse Pigg på Gröna Lund
Musse Pigg på Gröna Lund (engelska: The Karnival Kid) är en amerikansk animerad kortfilm med Musse Pigg från 1929.

## Handling
Musse Pigg säljer varmkorv på en karneval och blir förtjust i Mimmi Pigg som uppträder som dansös.

## Om filmen
Filmen är den 9:e Musse Pigg-kortfilmen som producerades och den sjätte som lanserades år 1929.
Konceptet med att sälja varmkorv fanns med i den tidigare Disney-filmen All Wet från 1927 med Kalle Kanin som stod som förebild för Musse Pigg.
Filmen är den första film där Musse Pigg har repliker och kan både tala och sjunga.
Filmen hade svensk premiär den 25 oktober 1931 på Göta Lejon i Stockholm.

## Rollista
- Carl Stalling – Musse Pigg[7]